# Szeroki Żleb Buczynowy

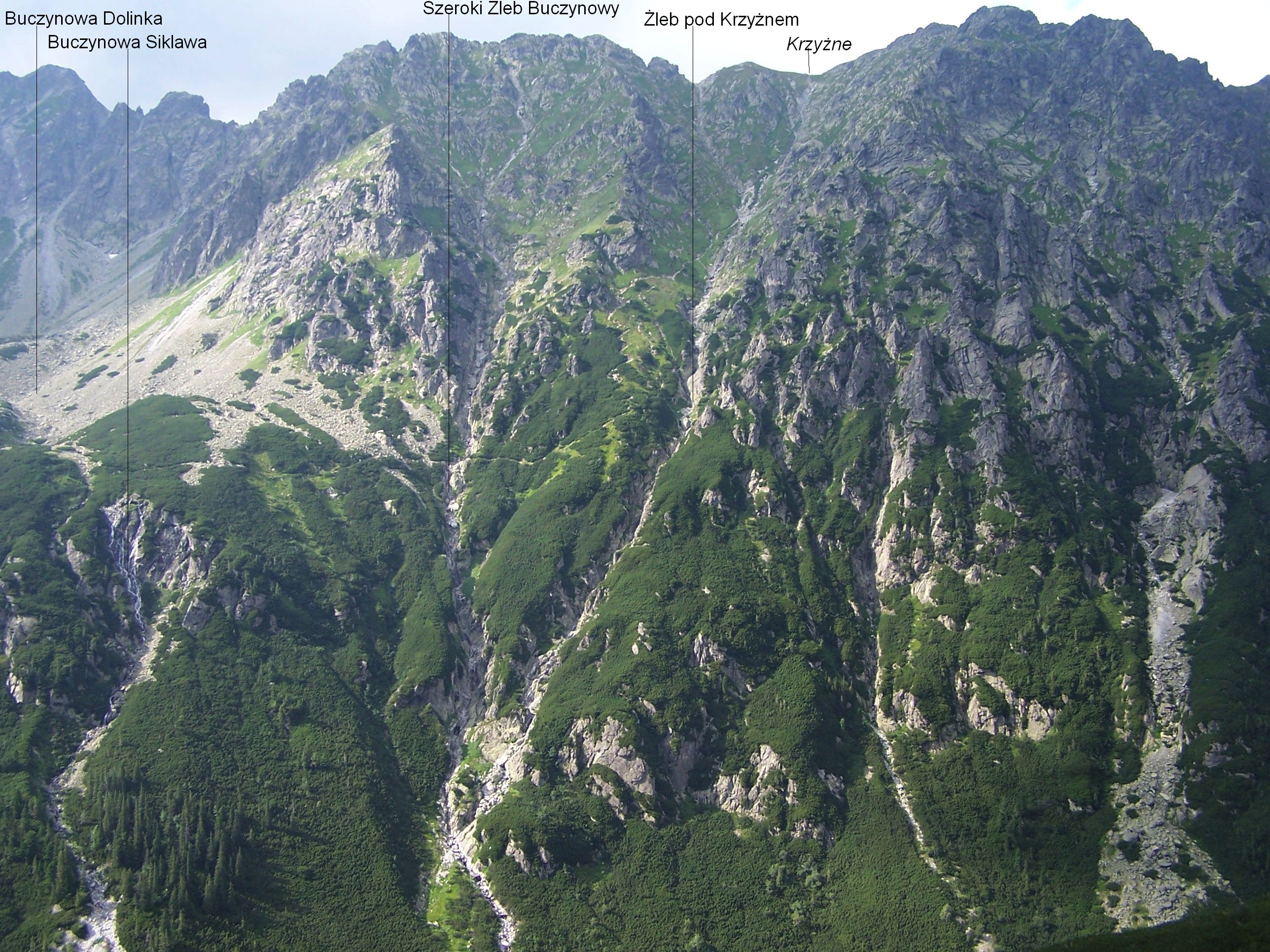
Widok ze Świstowej Czuby

Szeroki Żleb Buczynowy – żleb w orograficznie lewych zboczach Doliny Roztoki w polskich Tatrach Wysokich. Opada z Małej Buczynowej Turni (2172 m) w kierunku południowo-wschodnim.
Jest to duży żleb i głęboko wcięty w skały. W górnej części ma kilka szerokich i płytkich odnóg sięgających od południowo-zachodniego po wschodni wierzchołek Małej Buczynowej Turni. Na wysokości około 1450 m łączy się ze Żlebem pod Krzyżnem. Od miejsca połączenia tych dwóch wielkich żlebów ich wspólne koryto opada nadal na południowy wschód i uchodzi do dna Doliny Roztoki na wysokości ok. 1400 m. Tak więc deniwelacja Szerokiego Żlebu Buczynowego liczona od szczytów Małej Buczynowej Turni do ujścia w Dolinie Roztoki wynosi ponad 700 m. Dolna część żlebu, nieco poniżej szlaku turystycznego z Doliny Pięciu Stawów Polskich na Krzyżne to wąski kanion z progami. Kilka takich progów znajduje się również powyżej szlak turystycznego. Lejkowato rozszerzona górna część żlebu powoduje, że jest to groźny żleb lawinowy.
Żleb ten dwukrotnie przekraczają znakowane szlaki turystyczne; w dolnej części żółty na Krzyżne, w górnej Orla Perć. Prowadzi nim także jedna z taterniczych dróg wspinaczkowych (w skali tatrzańskiej III stopień trudności w dolnej części i I w górnej).
Pierwsze przejście dolnej części żlebu: Wiesław Stanisławski 20 lipca 1927 r., górnej – Konstanty Narkiewicz Jodko i Jan Alfred Szczepański 20 kwietnia 1930 r. Pierwsze przejście całości prawdopodobnie Andrzej Byczkowski, Krzysztof Sielski i Waldemar Wachowski 2 stycznia 1969 r.